# Містечко (оповідання)
«Містечко» (англ. Small Town) — фентезійне оповідання американського письменника Філіпа К. Діка. Уперше видане в травні 1954 року видавництвом «Ziff-Davis Publishing Company» у журналі «Amazing Stories». Увійшло до збірки «Золотий чоловік» (англ. The Golden Man) 1980 року, до другого тому «Зібраної короткої прози Філіпа К. Діка» 1987 року.
Українською мовою оповідання видано «Видавництвом Жупанського» у 2023 році в другому томі «Повного зібрання короткої прози» Філіпа К. Діка в перекладі Єгора Полякова.

## Сюжет
Верн Гескел, виснажений і пригнічений роботою, повертається додому. Вдома, він ділиться з дружиною своїм бажанням переїхати з Вудленда в інше місце. Верн демонструє байдужість до вечері й відмовляється йти до стейкгаузу, пояснюючи, що йому набридло бачити людей. Згодом, шукаючи хоч трохи спокою, він спускається до підвалу, аби погратися з моделлю залізниці й міста. Попри бажання покинути Вудленд, Верн створив у мініатюрі точну копію міста, яку будує ще з дитинства. Він відтворив кожне дерево, будинок, крамницю, будівлю та вулицю.
Верн спостерігає, як потяг рухається рейками. Ще з дитинства він був захоплений моделюванням і роками додавав деталі до своєї копії міста, яка тепер майже завершена. Особливу увагу він приділив моделі заводу «Помпи і клапани Ларсона», де він пропрацював 20 років. За ці роки в нього накопичилося чимало образ через несправедливі підвищення молодших працівників. Насправді глибоко в душі він ненавидів усе в цьому місті, навіть свою дружину. Це було невелике, багате й дороге місто, яке завжди його пригнічувало. Охоплений гнівом, він розбиває модель заводу. Швидко створивши нову будівлю, він називає її «Похоронне бюро Вудленда» і розміщує на місці зруйнованої.
Наступного дня у вітальні Медж Гескел, дружина Верна, ділиться своїми тривогами з другом і лікарем Полом Тайлером щодо дивної поведінки чоловіка. Поки Верна немає вдома, вона показує Полу модель міста, над якою той проводить майже весь свій вільний час. Пол щиро вражений майстерністю та деталізацією. Він припускає, що модель так приваблює Верна, бо в ній він відчуває владу, якої йому бракує в реальному житті. Придивившись уважніше, Пол помічає численні зміни в макеті міста. Медж недвозначно дає зрозуміти, що запросила Пола через романтичний інтерес до нього.
Цього ж самого дня Верн звільняється з роботи й вперше відчуває свободу від рутини. Повернувшись додому раніше звичайного, він застає Медж і Пола. Нічого не підозрюючи, Верн розповідає Медж, що залишив роботу, і спускається у підвал до своєї моделі. Він зосереджено змінює місто, не зважаючи на їхні звернення. Верн лише додає, що тепер у нього важливіші справи, ніж робота.
Була майже друга ночі, коли Верн доробляв задумане. Він створює місто без промзони. Замість неї з’являється зелений район — дерева, пагорби і трава. У багатому районі залишаються кілька маєтків. Ратуша перетворюється на подобу Парфенона. Будинок Джима Ларсона, його колишнього боса, зникає цілком. На думку Верна новий Вудленд виглядає пречудово: чистий, добропорядний та ідеальний для дітей. На вхідних дверях ратуші він мікроскопічним шрифтом пише своє ім'я й оголошує себе мером.
І ось нарешті Верн завершує свій задум, голосно вигукуючи від радості. Пол і Медж спускаються вниз і виявляють порожній підвал — Верн і модель зникли. Пол впевнений, що Верн остаточно занурився у свій фантастичний світ. Він радіє, адже вважає, що це дозволить йому з Медж продовжити роман, а Верну — стати щасливішим. Медж не до кінця розуміє, але Пол пояснює, що Верн повністю перебуває у своєму вигаданому світі. Вони вирішують звернутися до поліції, щоб заявити про його зникнення. Дорогою до поліцейського відділку Пол каже Медж: «Свідомість конструює реальність, ставить її в рамки, творить її». Згодом вони помічають, що місто змінилося, ставши схожим на модель Верна. Автомобіль зупиняється перед «грецькою» ратушею, і до них підходять четверо суворих, ворожо налаштованих поліцейських.

## Коментар Ф. К. Діка
|                                                                                      | Тут поневіряння пригніченої маленької людини, — маленької в тому сенсі, що в неї немає влади, зокрема влади над іншими людьми, — поступово перетворюються на щось зловісне, на силу смерті. Коли я перечитував це оповідання (яке, звісно, належить до жанру фентезі, а не наукової фантастики), мене вразила та ледь помітна зміна, яка відбулася в головному герої, його перетворення з жертви на жорстокого тирана. Верн Гескел спочатку здається уособленням безпорадної людини, але за безпорадністю ховаються його внутрішні, глибинні потяги, які виявляються дуже сильними. Тут я наче намагаюся сказати таке: «Пригноблена людина може бути дуже небезпечною. Будьте обережні, коли кривдите її, бо за цією маскою може ховатися Танатос, одвічний ворог життя. Може виявитися, що вона потай бажає не владарювати, а знищувати». |
| — Філіп Дік , з приміток видання: Філіп К. Дік. Повне зібрання короткої прози. Том 2 | |

## Видання українською мовою
- Дік, Філіп. К. Повне зібрання короткої прози. Том 2 / Пер. з англ.: Ігор Гарнік, Єгор Поляков. — Київ: Видавництво Жупанського, 2023. — (Ad Astra) — 592 с. ISBN 978-617-7585-69-4
  - Містечко (із 320 с. по 335 с.; переклав Єгор Поляков)

## Зауваги
1. ↑  Дані взято з видання: Філіп К. Дік. Повне зібрання короткої прози. Том 2, Видавництво Жупанського, 2023